# SN 2010gc
SN 2010gc – supernowa typu Ia odkryta 12 lipca 2010 roku w galaktyce A132306-1300. W momencie odkrycia miała maksymalną jasność 16,80m.